# Rainmaker Entertainment
 (décembre 2019).
Si vous disposez d'ouvrages ou d'articles de référence ou si vous connaissez des sites web de qualité traitant du thème abordé ici, merci de compléter l'article en donnant les références utiles à sa vérifiabilité et en les liant à la section « Notes et références ».
Pour les articles homonymes, voir Rainmaker.
Rainmaker Entertainment anciennement Mainframe Entertainment est un studio canadien de post-production et d'effets visuels principalement pour les films, séries et jeux vidéo.
Il existe trois divisions :
- Rainmaker Animation, pour l'animation 3D[réf. nécessaire] ;
- CIS Vancouver (anciennement appelé Rainmaker Visual Effects), pour les images de synthèse[réf. nécessaire] ;
- Rainmaker Post, pour diverses activités de postproduction[réf. nécessaire].

## Filmographie
- 2002 : Spider-Man
- : Hot Wheels
- 2005 : Stuart Little 3 : En route pour l'aventure
- 2013 : Les Zévadés de l'espace
- 2016 : Ratchet et Clank
- 2018 : Sly Cooper (film, 2018)[réf. nécessaire]
- 2019 : Jak and Daxter[réf. nécessaire]

## Télévision
- Stargate SG-1
- Les 4400
- Smallville
- Spy Kids : Mission critique (Spy Kids: Mission Critical)

## Jeu vidéo
- 50 Cent: Blood on the Sand